# Desconto simples racional
O desconto simples racional também denominado de desconto real (verdadeiro) ou desconto por dentro, é o mesmo que um juro produzido pelo valor inicial. Porém, este valor é a diferença entre o Valor Nominal que é o valor teórico ideal de um titulo, e o Valor atual que é o valor real que esse título possui. Vale ressaltar, que foi utilizado exemplos dos juros simples, para que fique de melhor compreensão.
| {\displaystyle D_{r}}        | Desconto realizado sobre o título                 |
| {\displaystyle A_{\ ou\ }VP} | Valor atual ou valor real de um título            |
| {\displaystyle N_{\ ou\ }VF} | Valor nominal ou valor teórico ideal de um título |
| {\displaystyle i}            | Taxa de desconto                                  |
| {\displaystyle n}            | Número de períodos para o desconto                |

As fórmulas no Desconto Racional são:
- {\displaystyle D_{r}=VF-VP}, onde Desconto é sempre a diferença entre Valor Futuro e Valor no Presente;

- {\displaystyle D_{r}=VP\cdot i\cdot n}, obtém-se diretamente o Desconto quando sabido {\displaystyle VPin};

- {\displaystyle D_{r}={\frac {(VF\cdot i\cdot n)}{(1+i\cdot n)}}}, quando desconhecido o Valor Presente ({\displaystyle VP}).

- {\displaystyle VP={\frac {VF}{1+i\cdot n}}}, Valor Presente/Atual no desconto por dentro;

Como se pode perceber pelas fórmulas acima todas elas são derivações naturais da fórmula padrão para cálculo de juros simples, conforme:
- {\displaystyle VF=VP\cdot (1+i\cdot n)}

## Exemplo
- Uma promissória de valor nominal de $ 10.000,00, com vencimento em 1 ano, como promessa de pagamento de mercadoria vendida hoje, ao qual houve acréscimo de 30% a.a. sobre o preço à vista, se pretendida sua antecipação em 3 meses, em relação ao vencimento, qual deverá ser o Desconto no pagamento com essa antecipação?

```
  

  

    

      

        

          

            

              

                

                  
D

                  

                    
r

                  

                

              

              

                

                
=

                

                  

                    

                      
(

                      
V

                      
F

                      
⋅

                      
i

                      
⋅

                      
n

                      
)

                    

                    

                      
(

                      
1

                      
+

                      
i

                      
⋅

                      
n

                      
)

                    

                  

                

              

            

            

              

                

                  
D

                  

                    
r

                  

                

              

              

                

                
=

                

                  

                    

                      
(

                      
10.000

                      
⋅

                      
0

                      
,

                      
3

                      
⋅

                      

                        

                          
3

                          
12

                        

                      

                      
)

                    

                    

                      
(

                      
1

                      
+

                      
0

                      
,

                      
3

                      
⋅

                      

                        

                          
3

                          
12

                        

                      

                      
)

                    

                  

                

              

            

            

              

                

                  
D

                  

                    
r

                  

                

              

              

                

                
=

                

                  

                    

                      
(

                      
10.000

                      
⋅

                      
0

                      
,

                      
3

                      
⋅

                      
0

                      
,

                      
25

                      
)

                    

                    

                      
(

                      
1

                      
+

                      
0

                      
,

                      
3

                      
⋅

                      
0

                      
,

                      
25

                      
)

                    

                  

                

              

            

            

              

                

                  
D

                  

                    
r

                  

                

              

              

                

                
=

                

                  

                    
750

                    

                      
1

                      
,

                      
075

                    

                  

                

              

            

            

              

                

                  
D

                  

                    
r

                  

                

              

              

                

                
≈

                
697

                
,

                
67

              

            

          

        

      

    

    
{\displaystyle {\begin{aligned}D_{r}&={\frac {(VF\cdot i\cdot n)}{(1+i\cdot n)}}\\D_{r}&={\frac {(10.000\cdot 0,3\cdot {\frac {3}{12}})}{(1+0,3\cdot {\frac {3}{12}})}}\\D_{r}&={\frac {(10.000\cdot 0,3\cdot 0,25)}{(1+0,3\cdot 0,25)}}\\D_{r}&={\frac {750}{1,075}}\\D_{r}&\approx 697,67\end{aligned}}}

  

```